# Humphries Heights
Die Humphries Heights sind ein Gebirgszug an der Graham-Küste des Grahamlands auf der Antarktischen Halbinsel. Sie erstrecken sich vom False Cape Renard in südwestlicher Richtung bis zur Deloncle-Bucht.
Teilnehmer der Belgica-Expedition (1897–1899) des belgischen Polarforschers Adrien de Gerlache de Gomery kartierten sie. Das UK Antarctic Place-Names Committee benannte sie 1959 nach George James Humphries (1900–1981), stellvertretender Leiter des Directorate of Overseas Surveys von 1949 bis 1963 und späterer Leiter dieser Institution.